# Anatolij Ljadov
Anatolij Konstantinovitj Ljadov eller Liadov (russisk: Анато́лий Константи́нович Ля́дов) (født 11. maj 1855, død 28. august 1914) var en russisk komponist, som var elev af Nikolaj Rimskij-Korsakov.

Han sluttede sig til den ny-russiske komponistgruppe og skrev bl.a. farverigt instrumenterede symfoniske digte samt klaverstykker. Sidstnævnte blev til tider sammenlignet med værker af Chopin.
1. ↑  Navnet er anført på engelsk og stammer fra Wikidata hvor navnet endnu ikke findes på dansk.